# 本尼迪克特·安德森
本尼迪克特·理查德·奥格曼·安德森（英語：Benedict Richard O'Gorman Anderson，1936年8月26日—2015年12月13日），生於中國雲南昆明，美國學者，專門研究民族主義和國際關係。為康乃爾大學榮休教授。著有《想像的共同體》（Imagined Communities），提出民族是想像的共同體。

## 生平
安德森的父親詹姆斯·卡魯·奥格曼·安德森（James Carew O'Gorman Anderson）是盎格魯愛爾蘭人，母親是英格蘭人。其弟為西方馬克思主義歷史學家佩里·安德森。其祖母法蘭西斯·安德森（Frances Anderson）來自一個長期支持愛爾蘭獨立運動的家庭，外曾祖父為下議院議員普賽爾·奧格曼。其祖父來自於愛爾蘭沃特福德郡，其家族為蘇格蘭安德森家族的後裔，在1700年代移居到愛爾蘭。其祖父是大英帝國武官，奉派至英國海峡殖民地檳榔嶼。其父在檳榔嶼出生，是中国海关总税务司中的官員。
安德森在中國雲南昆明出生，在5歲時，其父親帶全家移民美國加州，安德森在此長大。9歲時，其父去世，安德森全家移居愛爾蘭。安德森中學進入英國伊頓公學，大學就讀劍橋大學，在此取得學士。研究所就讀於美國康乃爾大學，在此取得博士學位。
安德森于2015年12月13日在印尼巴图过世于睡眠中。

## 著作
- . Ithaca, N.Y.: Cornell University Press. 1972. ISBN 0-8014-0687-0.
- rev. London: Verso. 1991 [1983]. ISBN 0-86091-329-5.
- （1972）In the Mirror:  Literature and Politics in Siam in the American Era. Bangkok: Editions Duang Kamol.
- . Ithaca, N.Y.: Cornell University Press. 1990. ISBN 0-8014-2354-6.
- . London: Verso. 1998. ISBN 1-85984-813-3.
- . London: Verso. 2005. ISBN 1-84467-037-6.